# Baling Baling
Die Baling Baling  ist eine Schlagwaffe aus Indonesien. 
„Baling“ bedeutet übersetzt so viel wie Propeller oder Rotor, wobei die gedoppelte Verwendung in der Indonesischen Sprache bedeutet, dass etwas im Plural steht.

## Beschreibung
Die Baling Baling besteht aus fünf Eisenstäben, die durch Kettenglieder miteinander verbunden sind. Während sich die drei mittleren Elemente gleichen, ist das Griffstück am Ende abgerundet und mit Stoff umwickelt. Das vordere Schlagende ist konisch geformt und spitz gearbeitet. Die Baling Baling hat große Ähnlichkeit mit der chinesischen Kettenpeitsche, die jedoch aus insgesamt neun Gliedern aufgebaut ist.